# Віктор Емануїл III
Віктор Емануїл III (італ. Vittorio Emanuele III; 11 листопада 1869, Неаполь — 28 грудня 1947, Александрія, Єгипетське королівство) — третій король єдиної Італії нового часу від 29 липня 1900, імператор Ефіопії від 9 травня 1936 по 5 травня 1941 (формально зберігав титул до 3 вересня 1943), король Албанії від 16 квітня 1939 по 3 вересня 1943. Перший маршал Імперії (30 березня 1938). З Савойської династії, син і наступник Умберто I.

## Правління

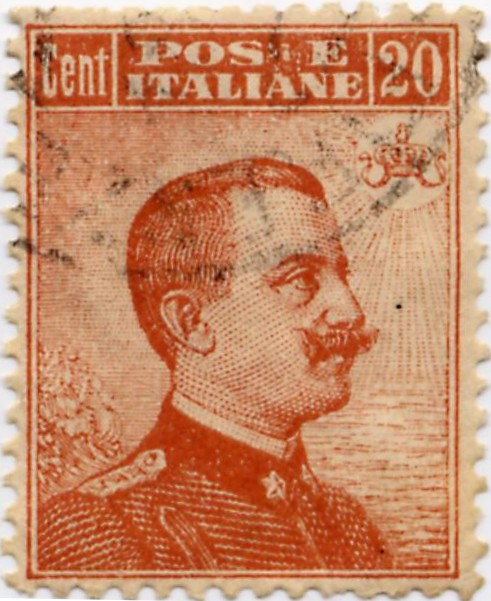
Стандартна поштова марка Італії з портретом Віктора Еммануїла III. 1916, 20 чентезимо

Всупереч традиційному союзу Савойської династії з Німеччиною та Австрією, в Першій світовій війні підтримав Антанту, розпочавши війну в 1915.
З 1922 значення Віктора Емануїла було суто номінальним, тому що реальна влада не без його допомоги перейшла до фашистів на чолі з Беніто Муссоліні. Пропаганда часів фашизму відверто відтіснила государя взагалі за всякі рамки, його фотографії замінювалися на портрети дуче, кадри з його участю вирізувалися з фільмів тощо. Король ніколи не заперечував рішенням фашистського уряду, не робив нічого, щоб захистити особисто відданих йому придворних і офіцерів, що піддавалися репресіям (у тому числі за расовою ознакою після 1938). Це приниження короля різко негативно позначилося на престижі династії.
У 1936, після захоплення Ефіопії (Друга італо-ефіопська війна), проголошений імператором Ефіопії; в 1939 — королем Албанії (повного міжнародного визнання ці титули не отримали).
У 1938 королю і Муссоліні присвоєні звання Перших маршалів Імперії.
У 1943, при наближенні військ союзників до Риму, король підтримав рішення Великої фашистської ради змістити й заарештувати дуче. Король відмовився від ефіопського й албанського титулів і з цього часу підтримував союзників. Після нового наступу німців і окупації ними Рима в тому ж році втік до Єгипту; фашистський режим був оголошений «республіканським» (Республіка Сало).

## Останні роки
9 травня 1946 року 77-річний Віктор Емануїл III після майже півстолітнього царювання зрікся престолу на користь вже фактично керуючого Італією сина, «травневого короля» Умберто II, який носив корону лише місяць і був позбавлений влади за підсумками референдуму. Наступного року Віктор Емануїл III помер в Александрії, куди до нього з Болгарії переїхали дочка, цариця Йована, й онук Симеон II.

## Сім'я
1896 року одружився з Єленою Негош-Петрович (1873—1952), дочкою короля Чорногорії Ніколи Петровича. Подружжя мало п'ятьох дітей:
- Іоланда Маргарита (1901—1986), одружена з Джоржіо Карло Кальві, графом Берголо;
- Мафальда (1902—1944), одружена з Філіпом Гессенським, померла в концтаборі Бухенвальд;
- Умберто II (1904—1983), одружений із Марією-Жозе Бельгійською;
- Джованна (1907—2000), одружена з царем Болгарії Борисом III;
- Марія Франческа (1914—2001), одружена з Луїджі Бурбоном-Пармським.

## Нагороди

### Італія
- Вищий орден Святого Благовіщення з ланцюгом (1 січня 1887)
- Орден Святих Маврикія та Лазаря, великий ланцюг (1 січня 1887)
- Орден Корони Італії, великий ланцюг (1 січня 1887)
- Савойський військовий орден, великий ланцюг
- Савойський цивільний орден з ланцюгом
- Колоніальний орден Зірки Італії, великий ланцюг
- Орден «За заслуги в праці» (Італія)
- Бальї Великого хреста честі і відданості (Мальтійський орден; 10 лютого 1891)
- Хрест «За військові заслуги» (Італія)
- Пам'ятна медаль Італо-австрійської війни 1915—18
- Пам'ятна медаль об'єднання Італії
- Медаль Перемоги
- Маврикіанська медаль
- Орден Вірності (Албанія), великий хрест (1939)
- Орден Скандербега, великий хрест (1939)
- Орден Римського орла, великий золотий хрест (14 березня 1942)

### Німецька імперія
- Орден Чорного орла з ланцюгом
- Орден Червоного орла, великий хрест
- Почесний шеф 1-го Гессенського гусарського полку №13
- Орден Вюртемберзької корони, великий хрест (1882)
- Орден Святого Губерта (1883)
- Орден Білого Сокола, великий хрест (1888)
- Орден Вірності (Баден) (1893)
- Орден Бертольда I (1893)

### Польща
- Орден Білого Орла
- Virtuti Militari, великий хрест (12 грудня 1923)

### Португалія
- Орден Вежі й Меча, великий хрест
- Потрійний орден (19 липня 1919)

### Іспанія
- Орден Золотого руна (2 грудня 1878)
- Орден Карлоса III, великий хрест з ланцюгом (10 грудня 1900)
- Імперський орден Ярма та Стріл, ланцюг (1 жовтня 1937)

### Британська імперія
- Орден Підв'язки (3 серпня 1891)
- Королівський вікторіанський ланцюг (18 листопада 1903)
- Орден Лазні, почесний військовий великий хрест (1916)

В 1941 році позбавлений британських нагород.

### Інші країни
- Орден Андрія Первозванного (Російська імперія)
- Королівський угорський орден Святого Стефана, великий хрест (Австро-Угорщина; 1887)
- Орден Серафимів з ланцюгом (15 квітня 1888)
- Орден Слона (Данія; 23 вересня 1891)
- Орден Королівського дому Чакрі (Сіам; 1 червня 1897)
- Орден хризантеми з намистом (Японська імперія; 16 квітня 1902)
- Орден Лева і Сонця, великий ланцюг (Перська імперія; 1902)
- Орден Кароля I, великий хрест з ланцюгом (Румунія; 1906)
- Орден Білої троянди (Фінляндія), ланцюг (1920)
- Орден Білого лева, ланцюг (Чехословацька республіка; 1925)
- Хрест Свободи (Естонія) 3-го ступеня, 1-й клас (29 квітня 1925)
- Верховний орден Христа (Ватикан; 2 січня 1932)
- Орден «Святі Рівноапостольні Кирило та Мефодій» з ланцюгом (Третє Болгарське царство)
- Військовий орден Лачплесіса (Латвія)
- Орден Святого Петра Цетинського (Чорногорія)